# Ruy il piccolo Cid
Ruy il piccolo Cid (リトル・エル・シドの冒険?, Ritoru Eru Shido no bōken) è un anime coprodotto dalla Nippon Animation e dalla spagnola BRB Internacional insieme a TVE nel 1980, in ventisei episodi, basato sulle avventure del Cid Campeador, un nobile e guerriero spagnolo. La serie è stata trasmessa in Spagna nel 1980, in Italia nel 1982 su Italia 1 e in Giappone sul network TV Tokyo a partire dal febbraio 1984.

## Trama
La storia è quella dell'infanzia immaginaria e delle avventure del noto condottiero spagnolo Rodrigo Díaz conte di Bivar, detto El Cid, un personaggio storico vissuto nel Regno di Castiglia nell'XI secolo.
Il re Ferdinando I di Castiglia, che aveva intrapreso una guerra contro gli altri regni della penisola iberica, era riuscito nell'intento di unificare il suo regno con quello di León, la qual cosa non era stata accettata di buon grado dalla nobiltà di quella regione. Intanto, il piccolo Ruy sognava di diventare un cavaliere coraggioso come suo padre.

## Sigle italiane
La prima sigla italiana, dal titolo Ruy il piccolo Cid, è stata incisa da Benedetta Serafini con gli Oliver Onions. La seconda sigla, Ruy, il piccolo Cid, è stata incisa da Cristina D'Avena per le repliche trasmesse sulle reti Mediaset a partire dal 1995.

## Doppiatori
| Personaggi  | Voce giapponese   | Voce spagnola      | Voce italiana   |
| ----------- | ----------------- | ------------------ | --------------- |
| Ruy         | Naoko Watanabe    | Ana Ángeles García | Paolo Torrisi   |
| Isabella    | Akiko Tsuboi      |                    | Daniela Fava    |
| Alvar       | Kaneto Shiozawa   | Amelia Jara        | Silvana Fantini |
| Zia Juana   | Keiko Yamamoto    | Matilde Conesa     | Rossana Bassani |
| Zio         | Takeshi Aono      |                    | Mimmo Craig     |
| Lainez      | Hidekatsu Shibata |                    | Lisa Mazzotti   |
| Re Fernando | Kinpei Azusa      | Fernando Mateo     | Giampaolo Rossi |
| Louis       | Naoko Watanabe    |                    | Laura Merli     |
| Freulan     |                   |                    | Lisa Mazzotti   |

## Episodi
| Nº | Titolo italiano - Titolo spagnolo Giapponese 「Kanji」 - Rōmaji                                           | In onda          | In onda |
| Nº | Titolo italiano - Titolo spagnolo Giapponese 「Kanji」 - Rōmaji                                           | Giapponese       |         |
| 1  | In una città chiamata Vivar - En un pueblo llamado Vivar 「小さな騎士誕生」 - chiisa na kishi tanjō       | 6 febbraio 1984  |         |
| 2  | Ruy, sono tuo padre - Ruy, yo soy tu padre 「お父さんの教え」 - o tōsan no oshie                          | 7 febbraio 1984  |         |
| 3  | Ruy nel monastero - Ruy en el monasterio 「修道院のあばれん坊」 - shūdōin noabaren bō                     | 8 febbraio 1984  |         |
| 4  | Un asino nella cappella - Un asno en la capilla 「礼拝堂のロバ」 - reihaidō no roba                       | 9 febbraio 1984  |         |
| 5  | Ruy punito - Ruy, castigado 「いたずらの報い」 - itazurano mukui                                          | 10 febbraio 1984 |         |
| 6  | Ruy, il capogruppo - Ruy, el jefe de la pandilla 「僕はガキ大将」 - bokuha gaki taishō                    | 13 febbraio 1984 |         |
| 7  | La torretta del gigante - El torreón del gigante 「探検ごっこ」 - tanken gokko                            | 14 febbraio 1984 |         |
| 8  | Il volo di Ruy - El vuelo de Ruy 「空を飛んだルイ」 - sora wo ton da rui                                  | 15 febbraio 1984 |         |
| 9  | Il ferro di cavallo d'argento - La herradura de plata 「悪代官の城」 - akudaikan no shiro                 | 16 febbraio 1984 |         |
| 10 | Ruy e i tre vagabondi - Ruy y los tres vagabundos 「ルイと三人の流れもの」 - rui to sannin no nagare mono | 17 febbraio 1984 |         |
| 11 | Il castello circondato - El castillo sitiado 「身代わりの決闘」 - mi kawari no kettō                      | 20 febbraio 1984 |         |
| 12 | Il cavaliere d'ottone - El caballero de latón 「ブリキの騎士」 - buriki no kishi                          | 21 febbraio 1984 |         |
| 13 | La scomparsa di Florinda - El rapto de Florinda 「牛男たちの秘密」 - ushi otoko tachino himitsu           | 22 febbraio 1984 |         |
| 14 | Una notte nel cimitero - Una noche en el cementerio 「魂の墓場」 - tamashii no hakaba                     | 23 febbraio 1984 |         |
| 15 | Il folle giustiziere - El loco justiciero 「谷間の決闘」 - tanima no kettō                                | 24 febbraio 1984 |         |
| 16 | Ruy recupera a Peka - Ruy recupera a Peka 「ルイの猪退治」 - rui no inoshishi taiji                       | 27 febbraio 1984 |         |
| 17 | Il campione - El estandarte 「お城がない」 - o shiro ganai                                                | 28 febbraio 1984 |         |
| 18 | Il fantasma di Doña Berenguela - El fantasma de doña Berenguela 「水車小屋の幽霊」 - suishagoya no yūrei  | 29 febbraio 1984 |         |
| 19 | Un castello per Martìn - Un castillo para Martín 「丘の上の城」 - oka no ueno shiro                       | 1º marzo 1984    |         |
| 20 | Le campane di Manco - Las campanas de Mancorbo 「パンコルボの鐘」 - pankorubo no kane                     | 2 marzo 1984     |         |
| 21 | Gli abitanti della montagna - Los monañeses 「裁かれるルイ」 - sabaka reru rui                            | 5 marzo 1984     |         |
| 22 | Il ponticello dei pellegrini - El puente de los peregrinos 「ドミンゴの橋」 - domingo no hashi            | 6 marzo 1984     |         |
| 23 | La cospirazione - La conspiración 「テクスフィンの陰謀」 - tekusufin no inbō                              | 7 marzo 1984     |         |
| 24 | Una freccia mortale - Una flecha mortal 「空を飛ぶ矢」 - sora wo tobu ya                                  | 8 marzo 1984     |         |
| 25 | Il re in pericolo - El rey en peligro 「カスティーリヤ城の危機」 - kasuteiriya shiro no kiki              | 9 marzo 1984     |         |
| 26 | Ruy, il Cid valiant - Ruy, el Cid campeador 「いつの日か、エル・シドに」 - itsuno nichi ka, eru. shido ni | 12 marzo 1984    |         |

## Titoli internazionali
- arabo: سه‌رکێشییه‌کانی سێدیک
- francese: Rody, le petit Cid
- giapponese: リトル・エル・シドの冒険
- italiano: Ruy il piccolo Cid
- spagnolo: Rui, el pequeño Cid
- polacco: Mały Rycerz El Cid
- portoghese: Rui, o pequeno Cid